# Schia-Bibliothek
Die Schia-Bibliothek des Orientalischen Seminars der Universität zu Köln beherbergt eine der wichtigsten Sammlungen ihrer Gattung in der westlichen Welt und umfasst nicht nur Werke zur schiitischen Glaubenslehre.
Die ersten Bücher wurden ab 1949 erworben; die Entscheidung, eine Spezialsammlung einzurichten, fiel aber erst in den 1960er Jahren. Da sich ein wesentlicher Teil der Schia-Forschung auf die Kulturgeschichte Irans konzentriert, entstand der größte Teil der Sammlung durch Ankäufe von iranischen Privatbibliotheken, wobei es sich überwiegend um vergriffene lithografische Ausgaben handelt.
Vertreten sind in der Bibliothek die wesentlichen Gebiete der Schia, vor allem der Zwölferschia: Qur'an-Kommentare, Fiqh-Werke, Philosophie und Kalām, Mystik, Ethik und Predigten. Besonders hervorzuheben sind die Usul-Werke sowie Fatwa-Sammlungen. Die Letzteren sind in ihrem Umfang einmalig, da es sich bei ihnen um die beinahe vollständigen Rasa'il al-amaliya des 19. und 20. Jahrhunderts handelt, soweit sie gedruckt vorliegen.
Die Sammlung geht über Werke zur schiitischen Glaubenslehre aber weit hinaus. Sie enthält auch wichtige Quellen, Nachschlagewerke und Sekundärliteratur, die für die Erforschung des schiitischen Volksglaubens als solchem relevant sind. Da sich ein wesentlicher Teil der Schia-Forschung zur neuzeitlichen Entwicklung auf die Kulturgeschichte Irans konzentriert, sind die entsprechenden Werke ebenfalls in der Schia-Bibliothek gesammelt worden.
Die Sammlung umfasst seit Mitte der 1990er Jahre rund 10.000 Titel. Wegen der beschränkten finanziellen Mittel konnten in den letzten Jahren allerdings nur noch wenige Neuerwerbungen getätigt werden.
Durch den Anschluss der Sammlung an die interuniversitäre Fernleihe ist es mittlerweile möglich, auch auf dem Leihweg Zugang zu den Büchern aus der Schia-Bibliothek zu bekommen.